# Naomi Woods
Naomi Woods (ur. 1 czerwca 1996 w Miami Beach) – amerykańska aktorka pornograficzna i modelka erotyczna.

## Życiorys

### Wczesne lata
Urodziła się w Miami Beach na Florydzie w rodzinie portorykańskiej. W wieku osiemnastu lat przeprowadziła się do Los Angeles w Kalifornii.

### Kariera
W 2015, mając 19 lat zadebiutowała w branży pornograficznej w filmie Meet Naomi (2015) z Jamesem Deenem, z którym potem spotkała się na planie Super Cute 4 (2016), produkcji nominowanej do XBIZ Award w kategorii „Najlepsza realizacja gonzo roku”.
Związała się z agencją LA Direct Models. Współpracowała z takimi wytwórniami jak Bang Bros, Brazzers, Naughty America, Girlsfriends Films, Mofos, Reality Kings, Lethal Hardcore, Jules Jordan Video, Evil Angel, Hard X czy Blacked.
Bardzo szybko zyskała dużą popularność i nominacje do licznych nagród branżowych. W 2016 była nominowana do Spank Bank Awards aż w pięciu kategoriach: „Zabawny wymiarowy pieprzony królik”, „Najbardziej urocza dziwka”, „Piękność w różowym”, „Najładniejsza dziewczyna w porno” i „Gładka jak jedwab”. W 2017 została honorowana Spank Bank Awards Technical w kategorii „Najbardziej niewinnie wyglądający potwór”, a także zdobyła nominację do AVN Award w kategorii „Najgorętsza debiutantka roku” oraz ponownie otrzymała nominacje do Spank Bank Awards w dwóch kategoriach: „Najlepsze DSL (Dick Sucking Lips)” i „Najładniejsza dziewczyna w porno”.
W styczniu 2017 została wybrana ulubienicą miesiąca magazynu „Penthouse”. Z okazji Walentynek 2017 wystąpiła w filmie WankzVR Bądź moją Walentynką (Be My Valentine, 2017).
13 czerwca 2017 w Los Angeles wzięła udział w serii Casting X Pierre’a Woodmana.
W 2018 była nominowana do AVN Award w kategorii „Nagroda fanów: Najbardziej cudowny tyłek” oraz zdobyła trzy nominacje do Spank Bank Awards w kategoriach: „Zwyczajna specjalistka roku”, „Najlepsze DSL (Dick Sucking Lips)” i „Sympatia Snapchat roku”.